# Macropsis illota
Macropsis illota är en insektsart som beskrevs av Géza Horváth 1899. Macropsis illota ingår i släktet Macropsis och familjen dvärgstritar. Inga underarter finns listade i Catalogue of Life.